# Distretto di Tumbes
Il distretto di Tumbes è un distretto del Perù che appartiene geograficamente e politicamente alla provincia di Tumbes e al dipartimento di Tumbes. È ubicato a nord della capitale peruviana.

## Capoluogo e data di fondazione
Tumbes - 21 luglio del 1821
Sindaco (alcalde) (2007-2010): Pio César Cuenca Sulca

## Superficie e popolazione
- 158,84 km²
- 92 646 abitanti (inei2005) di cui il 52% sono donne e il 48% uomini

## Distretti confinanti
Confina a nord con l'oceano Pacifico; a sud con il distretto di San Juan de la Virgen, a ovest con il distretto di Corrales  e a est con la provincia di Zarumilla.

## Festività
- Signore dei Miracoli
- Immacolata Concezione